# Cobalt(II)-chlorid
Cobalt(II)-chlorid ist eine chemische Verbindung von Cobalt und Chlor. Es ist ein im wasserfreien Zustand blaues, als Hexahydrat rosafarbenes Salz.

## Gewinnung und Darstellung
Cobalt(II)-chlorid lässt sich aus den Elementen oder durch Erhitzen des Hexahydrates in Gegenwart von Thionylchlorid oder Phosgen oder im Chlorwasserstoffstrom gewinnen.
{\displaystyle \mathrm {CoCl_{2}\cdot 6\ H_{2}O+6\ SOCl_{2}\longrightarrow CoCl_{2}+12\ HCl+6\ SO_{2}} }
Letzteres kann wiederum durch Reaktion von Cobalt(II)-hydroxid oder Cobalt(II)-carbonat mit Salzsäure gewonnen werden.
{\displaystyle \mathrm {CoCO_{3}+2\ HCl\longrightarrow CoCl_{2}+H_{2}O+CO_{2}} }
Ebenfalls möglich ist die Darstellung aus Cobalt(II)-acetat-Tetrahydrat und Acetylchlorid.
{\displaystyle \mathrm {Co(CH_{3}CO_{2})_{2}\cdot 4\ H_{2}O+6\ CH_{3}COCl\longrightarrow } } {\displaystyle \mathrm {CoCl_{2}+2\ (CH_{3}CO)_{2}O+4\ CH_{3}CO_{2}H+4\ HCl} }

## Eigenschaften
Wasserfreies Cobalt(II)-chlorid ist sehr hygroskopisch und nimmt leicht Wasser auf. Dabei ändert es sehr charakteristisch seine Farbe von blau nach rosa. Der entgegengesetzte Farbwechsel von rosa auf blau ist ebenfalls möglich, indem man das Hexahydrat auf Temperaturen oberhalb 35 °C erhitzt. Der Farbwechsel ist von der Hydratform abhängig. Das Anhydrat hat eine blaue Farbe, das Hexahydrat rosa, das Monohydrat blauviolett, das Monohemihydrat dunkelblauviolett, das Dihydrat rosaviolett, das Tetrahydrat pfirsichblütenrot.
{\displaystyle \mathrm {CoCl_{2}+6\ H_{2}O\longrightarrow CoCl_{2}\cdot 6\ H_{2}O} }

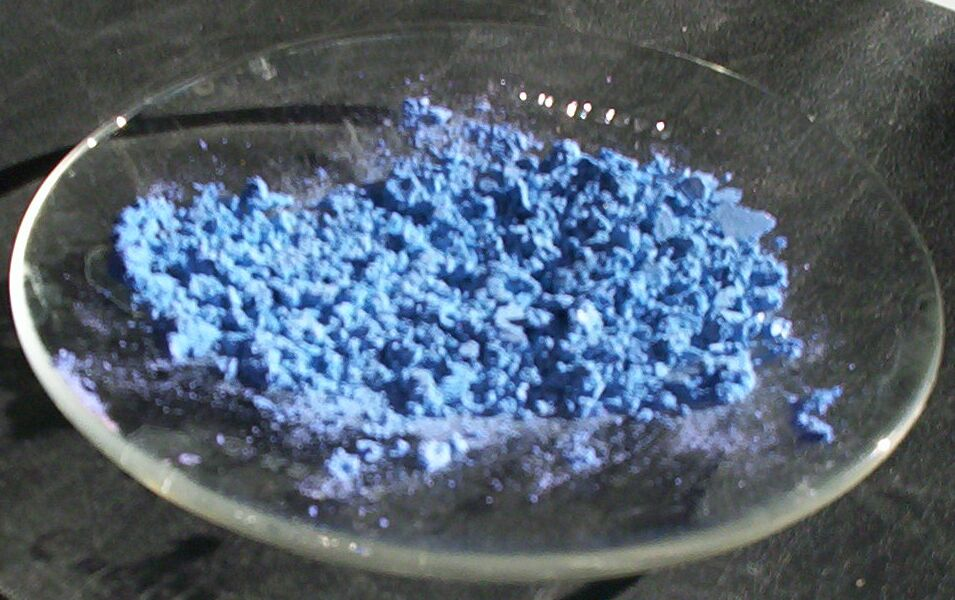
Cobalt(II)-chlorid (wasserfrei)
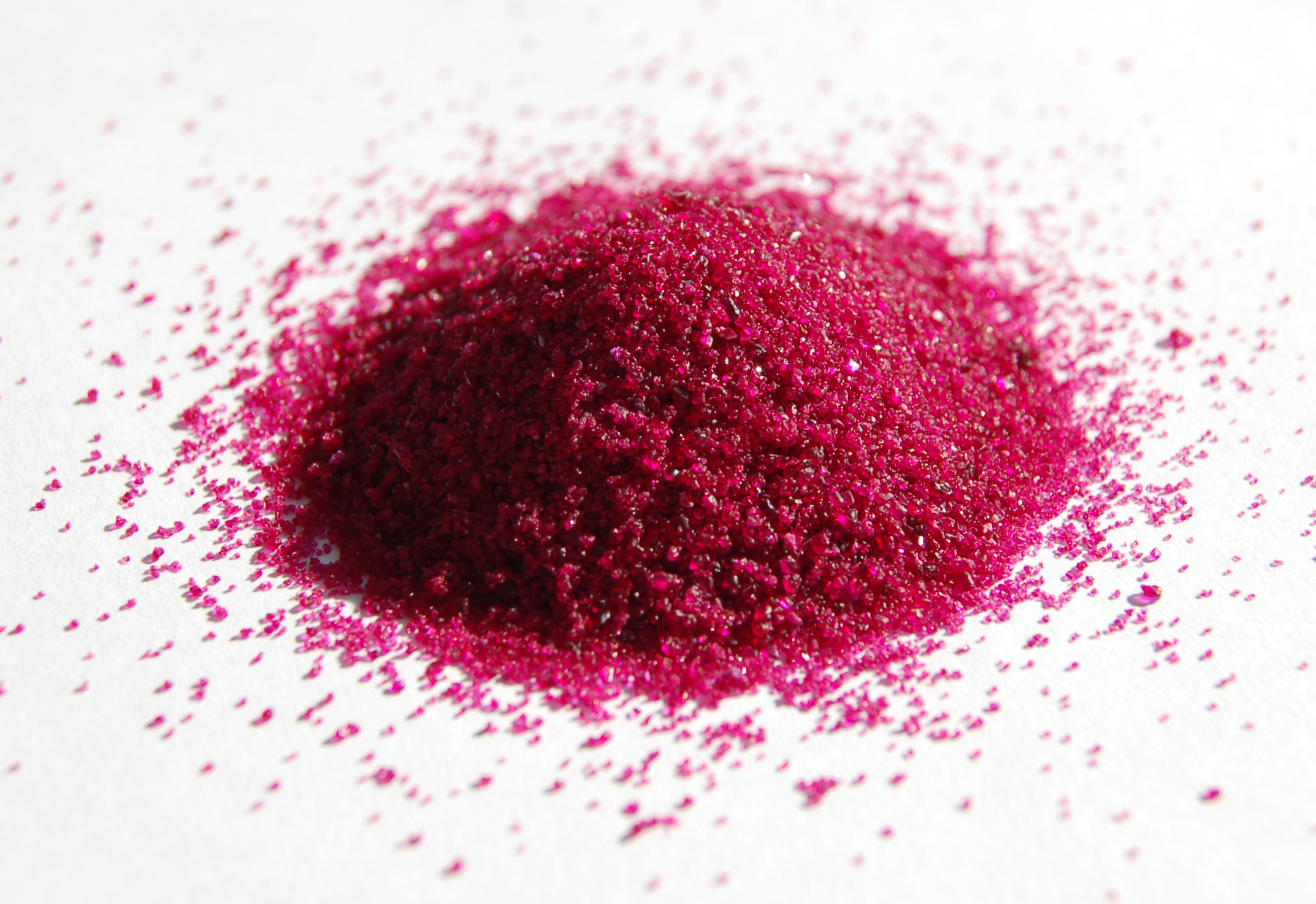
Cobalt(II)-chlorid-Hexahydrat

Es sublimiert in Chlorwasserstoff-Atmosphäre bei 500 °C zu lockeren Kristallflittern. Seine Kristallstruktur ist trigonal und entspricht der von Cadmium(II)-chlorid mit der Raumgruppe R3m (Nr. 166) (a = 354,4 pm, c = 1743 pm).

## Verwendung
Wegen des typischen Farbwechsels diente es als Feuchtigkeits-Indikator in Trockenmitteln wie etwa Kieselgel. Mit Hilfe von Cobalt(II)-chlorid lässt sich Wasser auch in anderen Lösungen nachweisen.
Auch wird es als so genannte Geheimtinte benutzt, da es als Hexahydrat in wässriger Lösung auf dem Papier kaum sichtbar ist, wenn es aber erhitzt wird (z. B. über einer Kerze), tritt tiefblaue Schrift hervor.
Des Weiteren kann es als Zusatz zum Elektrolyten (Schwefelsäure) von Bleiakkumulatoren genutzt werden, um die Batterielebensdauer und Leistung zu erhöhen. Die früher hergestellten Blitzlichtbirnen enthielten innen einen kleinen blauen Punkt aus Cobalt(II)-chlorid, der anzeigte, dass die Birne in Ordnung war. Wurde die Birne undicht, zog sie Luft und damit auch Feuchtigkeit an und der Punkt änderte seine Farbe nach rosa als Zeichen dafür, dass die Birne defekt ist. Der blaue Punkt in Blitzbirnen wurde erstmals 1937 von einer amerikanischen Firma verwendet, die dafür auch ein Patent erhielt.

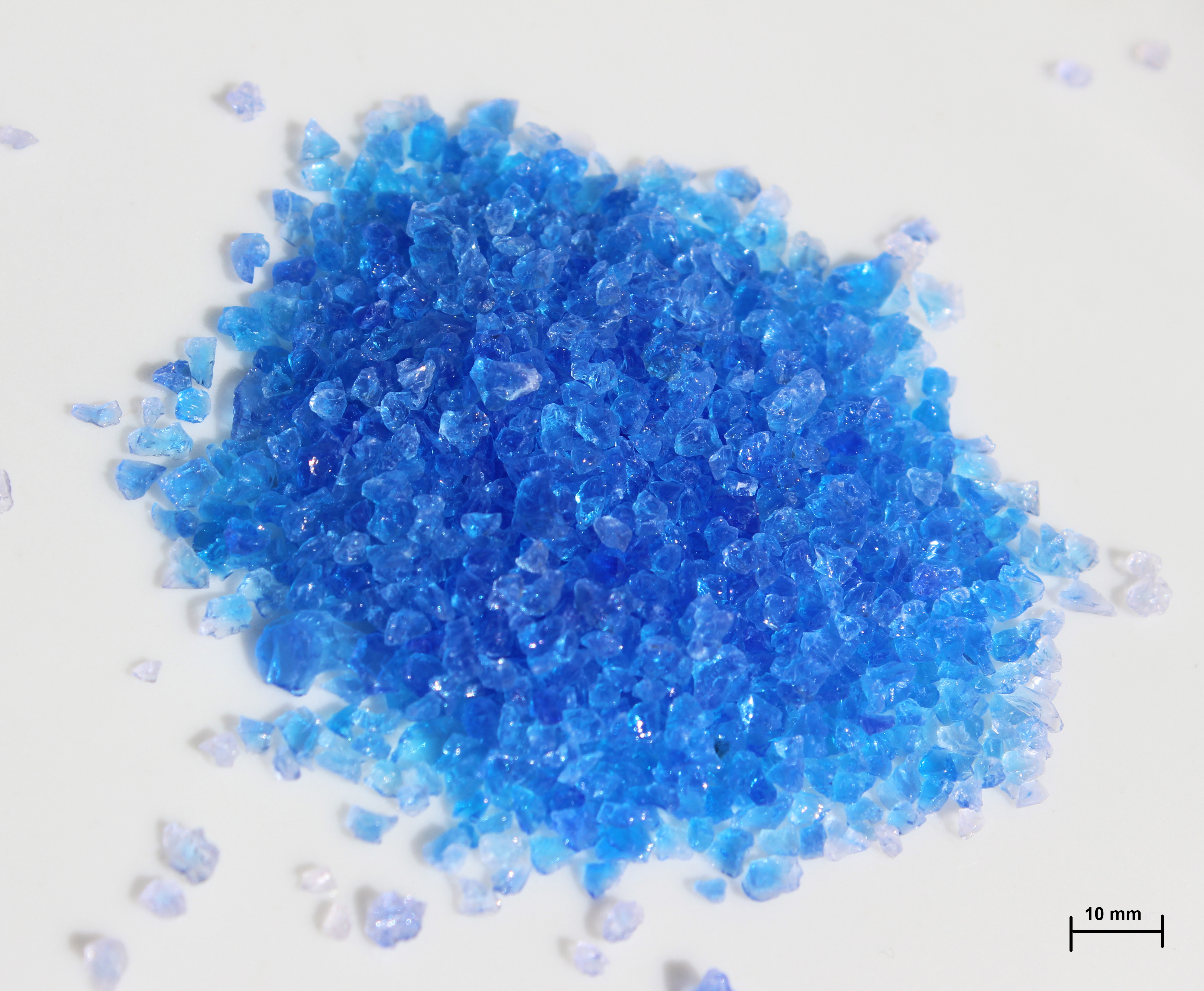
Kieselgel (Blaugel) enthält als Farbindikator Cobalt(II)-chlorid (trocken = blau)
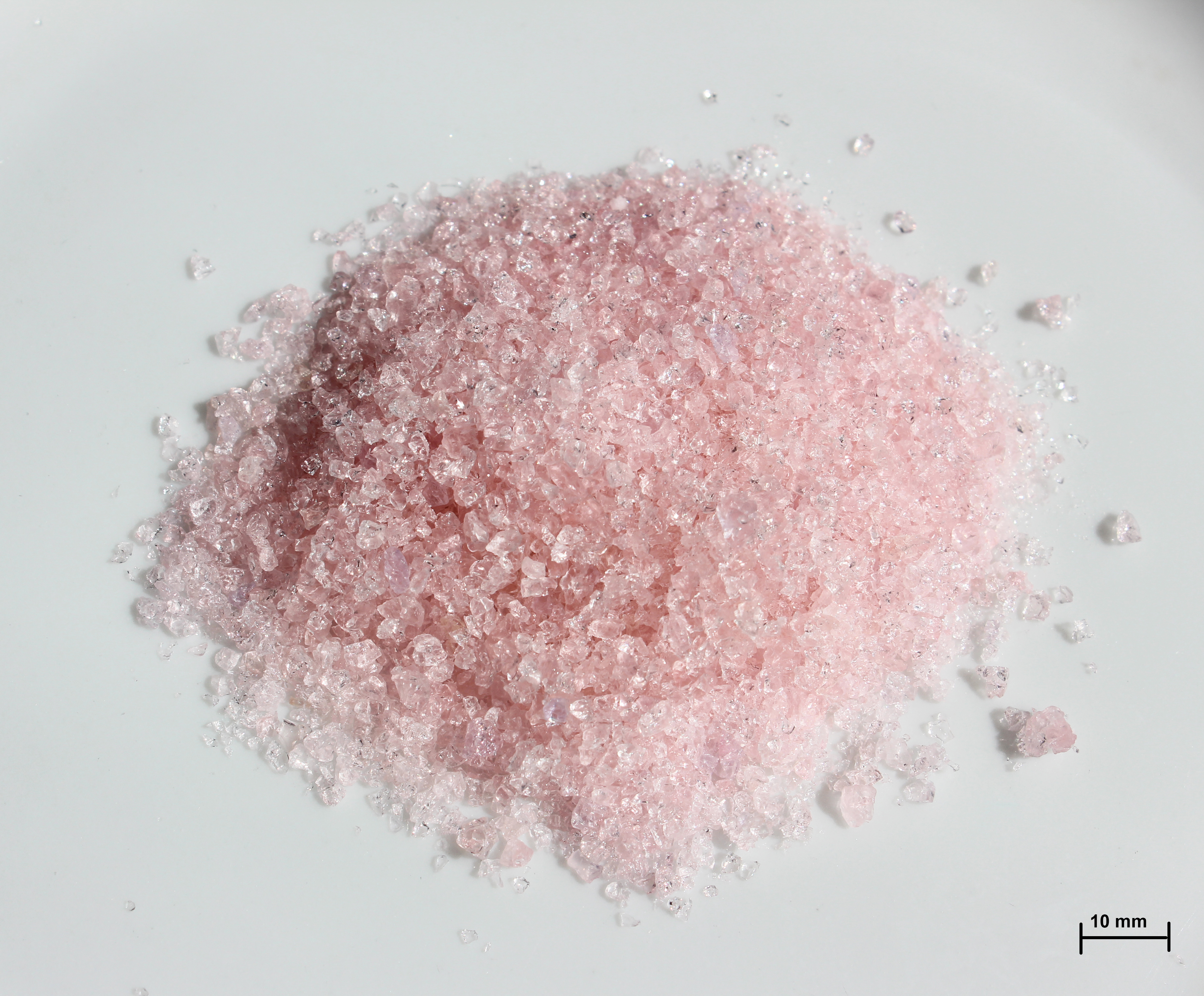
Feuchtes Kieselgel ist rosa – es hat sich Cobalt(II)-chlorid-Hexahydrat gebildet

Des Weiteren wird Cobalt(II)-chlorid in der Zellkultur verwendet, um Sauerstoffmangel nachzuahmen. Dies ist in der Krebsforschung von Bedeutung, da vermutet wird, dass Sauerstoffmangel die Entstehung und Ausbreitung von Tumoren fördert.
In Brustkrebszellen kommt es dabei zu einer vermehrten Expression von den Proteinen HIF-1α, CXCR4 und VEGF.

## Sicherheitshinweise
Cobalt(II)-chlorid gilt als krebserzeugend sowie fruchtschädigend und ist möglicherweise erbgutverändernd. Der Stoff wurde am 28. Oktober 2008 in die Kandidatenliste der besonders besorgniserregenden Stoffe aufgenommen. Der Eintrag wurde am 20. Juni 2011 um die fortpflanzungsgefährdenden Eigenschaften ergänzt.
Cobalt(II)-chlorid ist außerdem (wie alle wasserlöslichen Verbindungen und das Metall) ein Kontaktallergen.
Cobalt(II)-chlorid fördert aufgrund des simulierten Sauerstoffmangels in den Zellen (siehe oben) die Produktion von Erythrozyten. Es besteht daher Sorge, dass Cobalt(II)-chlorid im Sport als Dopingsubstanz missbraucht wird.